# Ñuke Mapu

Imagen del Meli witran mapu.

La Ñuke Mapu ('Madre Tierra' en Idioma castellano), para el pueblo mapuche, «es la Tierra en un sentido más profundo»; es decir, no se refiere al suelo, la tierra geológica o al planeta Tierra, sino que abarca un concepto más amplio de la naturaleza dentro de la cosmología mapuche. 
A diferencia de la Pachamama, la Ñuke Mapu «no es considerada una deidad»; más bien, es considerada como la representación del «mundo mapuche» en la cosmografía y la interacción del pueblo mapuche en él, dentro de las creencias religiosas mapuches.
A través de los Ngen (espíritus de la Naturaleza), y junto con el Chaw Antü ('Padre Sol'), ella entrega constantemente la vida a dicho pueblo y mantiene el equilibrio y orden con ellos. Este hecho implica la relación de reciprocidad que existe entre el ser mapuche y la tierra.

## Descripción

### Ñuke Mapu en la vida mapuche
Para el pueblo mapuche, la Ñuke Mapu junto con el Pu-am (representación del alma universal), lo es todo, lo explica todo y está en todas partes; pero particularmente la Ñuke Mapu se la ubica singularmente a través de los Ngen, representados en ciertos lugares naturales (ojos de agua o manantiales, vertientes y cerros) o a través de construcciones (hoyos, apachetas, especie de mojones, constituidos generalmente por pequeños montículos de piedras) usados como altares. 
Su relación con el pueblo mapuche es inmediata y cotidiana y actúa directamente y por presencia, A través del Admapu; mediante diálogos permanentes con ella, ya sea pidiéndole algo o disculpándose por alguna falta cometida.

### El tiempo y la Ñuke mapu
El tiempo en el mundo indígena no es unidireccional, de pasado a futuro, sino que bidireccional. El futuro puede estar atrás y el pasado adelante o viceversa. El hombre indígena vive el presente en una realidad de continuo movimiento cíclico de la naturaleza y de su cultura. El We tripantu del pueblo mapuche es un renacimiento natural, el término del año es el inicio de una nueva vida y no la suma de años acumulados. El universo indígena es una red viva por la cual circula en todo momento la energía y la información bajo un orden autorregulado por la propia naturaleza de las cosas. En el pensamiento indígena, todo está interconectado, nada está separado del todo.
El tiempo cíclico es el modelo de pensamiento de los pueblos indígenas, siendo la alternativa al modelo de pensamiento lineal, diseñado por el racionalismo europeo y el positivismo, el que ha impreso el modelo mental existente en el mundo occidental por los últimos 400 años.